# Claude Raoul-Duval
Pour les autres membres de la famille, voir Famille Raoul-Duval.
Claude Raoul-Duval, né le 22 octobre 1919 à Paris et mort le 10 mai 2018 à Saint-Mandé (Val-de-Marne), est un aviateur et résistant français.
Pilote de chasse dans les Forces aériennes françaises libres, il est compagnon de la Libération.

## Biographie
Son père est négociant en import-export et sa mère est sculptrice. Après son bac, Claude Raoul-Duval suit une formation à l'école de l'Air et devient pilote avec le grade de sous-lieutenant en mars 1940. Refusant l'armistice, il parvient à rejoindre l'Angleterre en juin 1940 et intègre les Forces aériennes françaises libres. Il suit une année de formation au sein de la Royal Air Force puis est intégré en septembre 1941 au groupe de chasse Alsace qui vient juste d'être créé. Il participe alors à plusieurs missions en Libye avant que son groupe ne revienne en Grande-Bretagne en janvier 1943.
Il est abattu par un chasseur allemand au-dessus du Havre le 17 avril 1943 lors d'un opération commandée par le Commandant René Mouchotte. Il réussit à sauter en parachute à partir de son Spitfire et se retrouve accroché à un arbre du bois du château de Tancarville. Il rejoint les rangs de la Résistance, permettant l'évasion de plusieurs aviateurs alliés abattus. Il réussit à retourner en Angleterre en novembre 1943 après un long périple par les Pyrénées et l'Espagne avec deux équipages de Boeing B-17 Flying Fortress. Il est réintégré au groupe Alsace et prend part aux opérations aériennes sur le front de l'Ouest, en France, en Belgique et aux Pays-Bas durant toute l'année 1944, effectuant 76 missions au-dessus du territoire ennemi.
Il est fait compagnon de la Libération par décret du 16 octobre 1945.
Après la guerre, il occupe différents postes de responsabilité dans des entreprises commerciales à l'étranger. De 1958 à 1962, il est directeur technique de la société SCKN au Congo, puis, jusqu'en 1964, il est directeur régional de Berliet au Nigeria. De 1964 à 1966, il est directeur général de Berliet Algérie, puis, de 1966 à 1969, directeur général de  J.A. Goldschmidt do Brazil à Sao Paulo. Il intègre ensuite le département étranger du Crédit lyonnais de 1969 à 1978. À partir de 1979 jusqu'à sa retraite en 1995, il est représentant à Paris de la banque italienne Banco Popolare di Novara.
Il meurt le 10 mai 2018 à l’âge de 98 ans dans la ville de Saint-Mandé. Il était le dernier représentant vivant des Forces aériennes françaises libres parmi les compagnons de la Libération. Les honneurs militaires lui sont rendus aux Invalides le 16 mai 2018.
L'épave de son Spitfire a été retrouvée en septembre 2012 par le chercheur Laurent Viton. Son appareil a été envoyé en Australie afin d'y être restauré (90% des pièces ayant été retrouvées).

### Famille
De confession protestante, il épouse en troisièmes noces la femme de lettres Jacqueline Khayat-Bonan. Ils se séparent en 1969.
Sa sœur Nadine épouse en secondes noces l'écrivain Roger Nimier, dont postérité.

## Ouvrage
- Ciel de sable (préf. Romain Gary), Paris, France-Empire, 1978, 245 + 14 (BNF 34599923).

## Décorations
- Grand officier de la Légion d'honneur[7]
- Compagnon de la Libération par décret du 16 octobre 1945[8]
- Croix de guerre 1939–1945 (quatre citations)[5]
- Croix du combattant volontaire de la Résistance
- Médaille coloniale (agraphe "Libye")
- Médaille de la Liberté (États-Unis d'Amérique)
- Distinguished Flying Cross (Royaume-Uni)
- Air Medal (États-Unis)